# كأس أبطال الكؤوس الآسيوية 1991–92
كأس أبطال الكؤوس الآسيوية 1991–92  هو الموسم 2 من  كأس أبطال الكؤوس الآسيوية. أشرف على تنظيمه الاتحاد الآسيوي لكرة القدم، وكان عدد الأندية المشاركة فيه 17، وفاز فيه يوكوهاما مارينوس على نادي النصر السعودي. 

## النهائي
| النهائي                  |                  | النتيجة |                  |
| مباراة الذهاب (السعودية) | النصر            | 1-1     | يوكوهاما مارينوس |
| مباراة الإياب (اليابان)  | يوكوهاما مارينوس | 0-5     | النصر            |
| ------------------------ | ---------------- | ------- | ---------------- |